# جيليو دوهيه
ولد جيليو دوهيه سنة 1869 ومات سنة 1930 في الحادية والستين من عمره، والتحق بالجيش الإيطالي ضابطاً سلاح المدفعية بعد أن حضر فرقة دراسية للحصول على رتبة عسكرية، وقد عني من البداية وفي تاريخ مبكر بالانتفاع بتطور النقل الميكانيكي لخدمة الجيش، ثم وجه كفايته العلمية في بحوث ودراسات عن الغازات في درجة الحرارة المنخفضة، وقد كتب في سنة 1909 بحثا عن أهمية السلاح الجوي، وفي سنة 1915 كان قد إنتهى إلى تصوير طابع الحرب الشاملة، وعن تحطيم معنويات المدنيين بالهجوم الجوي، وقد لعب هذا دوراً كبيراً في تطوير تفكيره فيما بعد وكان يقف إلى جانب «تحطيم الأمم» بواسطة الجو كتدمير عسكري.

## محاكمته عسكرياً
وفي نهاية سنة 1916 واجه مجلساً عسكرياً لمحاكمته بسبب ارساله مذكرة لأحد الوزراء يوجه فيها نقداً مراً لسياسة هيئة الأركان الإيطالية، وحكم المجلس بسجنه لمدة سنة.

## إلغاء قرار سجنه شكلياً وعودته للخدمة
في سنة 1920 تمكن من إتخاذ إجراءات قانونية لإلغاء قرار المجلس وحكمه من الناحية الشكلية بعد أن كان قد إستدعي ثانية لخدمة الجيش في فيراير 1918 وعين في رئاسة المكتب المركزي لشئون الجو، وفي سنة 1921 رقي إلى رتبة جنرال، وفي هذه السنة بدأت كل الكتابات الجادة عن سلاح الجو، وعين قوميسييراً للطيران إثر زحف الفاشيت على روما، ولكنه انسحب من الخدمة ليوجة كل جهوده للكتابة مدافعاً عن وجهات نظره في السياسة.

## روابط خارجية
- جيليو دوهيه على موقع الموسوعة البريطانية (الإنجليزية)
- جيليو دوهيه على موقع إن إن دي بي (الإنجليزية)

مجلة المسلح، نظريات القوة